# Kabinett David Ben-Gurion VII
Das Kabinett David Ben-Gurion VII (hebräisch מֶמְשֶׁלֶת יִשְׂרָאֵל הַתְּשִׁיעִית, Memschelet Jisrael Ha-T'schi'it) war die siebte Regierung Israels unter dem Ministerpräsidenten David Ben-Gurion. Die Regierung wurde nach den Parlamentswahlen, die am 3. November 1959 stattfanden, am 17. Dezember 1959 gebildet. Die Koalitionsregierung wurde von den Knessetfraktionen Mifleget Poalei Erez Jisrael, Nationalreligiösen Partei, Achdut haʿAvoda, Mapam und den arabische Israelis vertretenden Parteien: Chaqlaʾut uFittuach, Schittuf weAchawa und Qidma weʿAvoda getragen.
Bis zum 10. Mai 1960 wurde das Bildungsministerium von Zalman Aran geführt. Das Amt übernahm am 3. August 1960 Abba Eban, der bei der Regierungsbildung Minister ohne Geschäftsbereich geworden war.
Nach dem Tod von Ja’akov Mosche Toledano als Minister für Religion wurde das Amt bis zur nächsten Regierung nicht neu besetzt. Das Postministerium wurde nach dem Tod von Benjamin Mintz ebenfalls erst mit Bildung der neuen Regierung besetzt.
Die Regierung zerbrach nach dem Rücktritt von David Ben-Gurion am 31. Januar 1961 im Zuge der Lawon-Affäre. Ende Februar informierte David Ben-Gurion den Staatspräsidenten, dass er nicht in der Lage sei, eine neue Regierung zu bilden. Somit kam es nach der Auflösung der Knesset zu Neuwahlen.

## Kabinett
| Das Kabinett David Ben-Gurion VII       | Das Kabinett David Ben-Gurion VII | Das Kabinett David Ben-Gurion VII | Das Kabinett David Ben-Gurion VII |
| Position                                | Person                            | Bild                              | Partei                            |
| --------------------------------------- | --------------------------------- | --------------------------------- | --------------------------------- |
| Ministerpräsident Verteidigungsminister | David Ben-Gurion                  |                                   | Mifleget Poalei Erez Jisrael      |
| Landwirtschaftsminister                 | Mosche Dajan                      |                                   | Mifleget Poalei Erez Jisrael      |
| Ministerium für Landesentwicklung       | Mordechaj Bentov                  |                                   | Mapam                             |
| Bildungsminister                        | Zalman Aran                       |                                   | Mifleget Poalei Erez Jisrael      |
| Finanzminister                          | Levi Eschkol                      |                                   | Mifleget Poalei Erez Jisrael      |
| Außenminister                           | Golda Meir                        |                                   | Mifleget Poalei Erez Jisrael      |
| Gesundheitsminister                     | Jisrael Barsilai                  |                                   | Achdut haʿAvoda                   |
| Innenminister                           | Chaim-Mosche Schapira             |                                   | Nationalreligiöse Partei          |
| Justizminister                          | Pinchas Rosen                     |                                   | Progressive Partei                |
| Minister für Arbeit                     | Georg Josephthal                  |                                   | Mifleget Poalei Erez Jisrael      |
| Minister für die öffentliche Sicherheit | Bechor-Schalom Schitrit           |                                   | Mifleget Poalei Erez Jisrael      |
| Postminister                            | Benjamin Mintz                    |                                   | Religiöse Torah Front             |
| Minister für Religion                   | Ja’akov Mosche Toledano           |                                   | Kein Mitglied der Knesset         |
| Minister für Handel und Industrie       | Pinchas Sapir                     |                                   | Mifleget Poalei Erez Jisrael      |
| Transportminister                       | Jitzchak Ben Aharon               |                                   | Achdut haʿAvoda                   |
| Minister für Wohlfahrt                  | Josef Burg                        |                                   | Nationalreligiöse Partei          |
| Minister ohne Geschäftsbereich          | Abba Eban                         |                                   | Mifleget Poalei Erez Jisrael      |
| Stellvertretender Verteidigungsminister | Schimon Peres                     |                                   | Mifleget Poalei Erez Jisrael      |
| Stellvertretender Bildungsminister      | Ami Assaf                         |                                   | Mifleget Poalei Erez Jisrael      |
| Stellvertretender Innenminister         | Schlomo Jisra’el Ben Me’ir        |                                   | Nationalreligiöse Partei          |